# Браян Берард
Браян Берард (англ. Bryan Berard, нар. 5 березня 1977, Вунсокет) — колишній американський хокеїст, що грав на позиції захисника. Грав за збірну команду США.
Провів понад 600 матчів у Національній хокейній лізі.

## Ігрова кар'єра
Хокейну кар'єру розпочав 1994 року.
1995 року був обраний на драфті НХЛ під 1-м загальним номером командою «Оттава Сенаторс».
Протягом професійної клубної ігрової кар'єри, що тривала 14 років, захищав кольори команд «Нью-Йорк Айлендерс», «Торонто Мейпл-Ліфс», «Нью-Йорк Рейнджерс», «Бостон Брюїнс», «Чикаго Блекгокс», «Колумбус Блю-Джекетс» та «Витязь».
Загалом провів 639 матчів у НХЛ, включаючи 20 ігор плей-оф Кубка Стенлі.
Виступав за збірну США.

## Нагороди та досягнення
- Пам'ятний трофей Колдера — 1997.
- Приз Білла Мастерсона — 2004.

## Статистика
| Сезон        | Клуб                      | Ліга         | Регулярний сезон | Регулярний сезон | Регулярний сезон | Регулярний сезон | Регулярний сезон | Плей-оф | Плей-оф | Плей-оф | Плей-оф | Плей-оф |
| Сезон        | Клуб                      | Ліга         | І                | Г                | П                | О                | ШХ               | І       | Г       | П       | О       | ШХ      |
| ------------ | ------------------------- | ------------ | ---------------- | ---------------- | ---------------- | ---------------- | ---------------- | ------- | ------- | ------- | ------- | ------- |
| 1994–95      | «Детройт Ред-Вінгс Юніор» | ОХЛ          | 58               | 20               | 55               | 75               | 97               | 21      | 4       | 20      | 24      | 38      |
| 1995–96      | «Детройт Вейлерс»         | ОХЛ          | 56               | 31               | 58               | 89               | 116              | 17      | 7       | 18      | 25      | 41      |
| 1996–97      | «Нью-Йорк Айлендерс»      | НХЛ          | 82               | 8                | 40               | 48               | 86               | —       | —       | —       | —       | —       |
| 1997–98      | «Нью-Йорк Айлендерс»      | НХЛ          | 75               | 14               | 32               | 46               | 59               | —       | —       | —       | —       | —       |
| 1998–99      | «Нью-Йорк Айлендерс»      | НХЛ          | 34               | 4                | 11               | 15               | 26               | —       | —       | —       | —       | —       |
| 1998–99      | «Торонто Мейпл-Ліфс»      | НХЛ          | 38               | 5                | 14               | 19               | 22               | 17      | 1       | 8       | 9       | 8       |
| 1999–00      | «Торонто Мейпл-Ліфс»      | НХЛ          | 64               | 3                | 27               | 30               | 42               | —       | —       | —       | —       | —       |
| 2001–02      | «Нью-Йорк Рейнджерс»      | НХЛ          | 82               | 2                | 21               | 23               | 60               | —       | —       | —       | —       | —       |
| 2002–03      | «Бостон Брюїнс»           | НХЛ          | 80               | 10               | 28               | 38               | 64               | 3       | 1       | 0       | 1       | 2       |
| 2003–04      | «Чикаго Блекгокс»         | НХЛ          | 58               | 13               | 34               | 47               | 53               | —       | —       | —       | —       | —       |
| 2005–06      | «Колумбус Блю-Джекетс»    | НХЛ          | 44               | 12               | 20               | 32               | 32               | —       | —       | —       | —       | —       |
| 2006–07      | «Колумбус Блю-Джекетс»    | НХЛ          | 11               | 0                | 3                | 3                | 8                | —       | —       | —       | —       | —       |
| 2007–08      | «Нью-Йорк Айлендерс»      | НХЛ          | 54               | 5                | 17               | 22               | 48               | —       | —       | —       | —       | —       |
| 2008–09      | «Витязь»                  | КХЛ          | 25               | 3                | 14               | 17               | 103              | —       | —       | —       | —       | —       |
| Усього в НХЛ | Усього в НХЛ              | Усього в НХЛ | 619              | 76               | 247              | 323              | 500              | 20      | 2       | 8       | 10      | 10      |
| Усього в КХЛ | Усього в КХЛ              | Усього в КХЛ | 25               | 3                | 14               | 17               | 103              | —       | —       | —       | —       | —       |